# Ebi Dishnica
Ebi Dishnica (ur. 24 lutego 1997 w Tiranie) – albańska koszykarka, występująca na pozycjach silnej skrzydłowej lub środkowej, reprezentantka kraju, od 2024 zawodniczka Studenti Tirana.

## Osiągnięcia
Stan na 17 kwietnia 2025, na podstawie, o ile nie zaznaczono inaczej.

### Drużynowe
- Wicemistrzyni Albanii (2016, 2017, 2021, 2022)[3][4][5][6]
- Zdobywczyni:
  - Pucharu Albanii (2021)[5]
  - Superpucharu Albanii (2021)[6]
- Finalistka:
  - pucharu:
    - Albanii (2020, 2022)[7][6]
    - ligi albańskiej (2021)[6]

### Indywidualne
(* – nagrody przyznane przez portal eurobasket.com)
- Zaliczona do I składu ligi albańskiej (2021)*[5]

### Reprezentacja
Seniorska
- Brązowa medalistka mistrzostw Europy małych krajów (2024)
  - kwalifikacji do Eurobasketu (2023)

Młodzieżowe
- Uczestniczka mistrzostw Europy U–18 dywizji B (2015 – 20. miejsce)